# Smoke + Mirrors

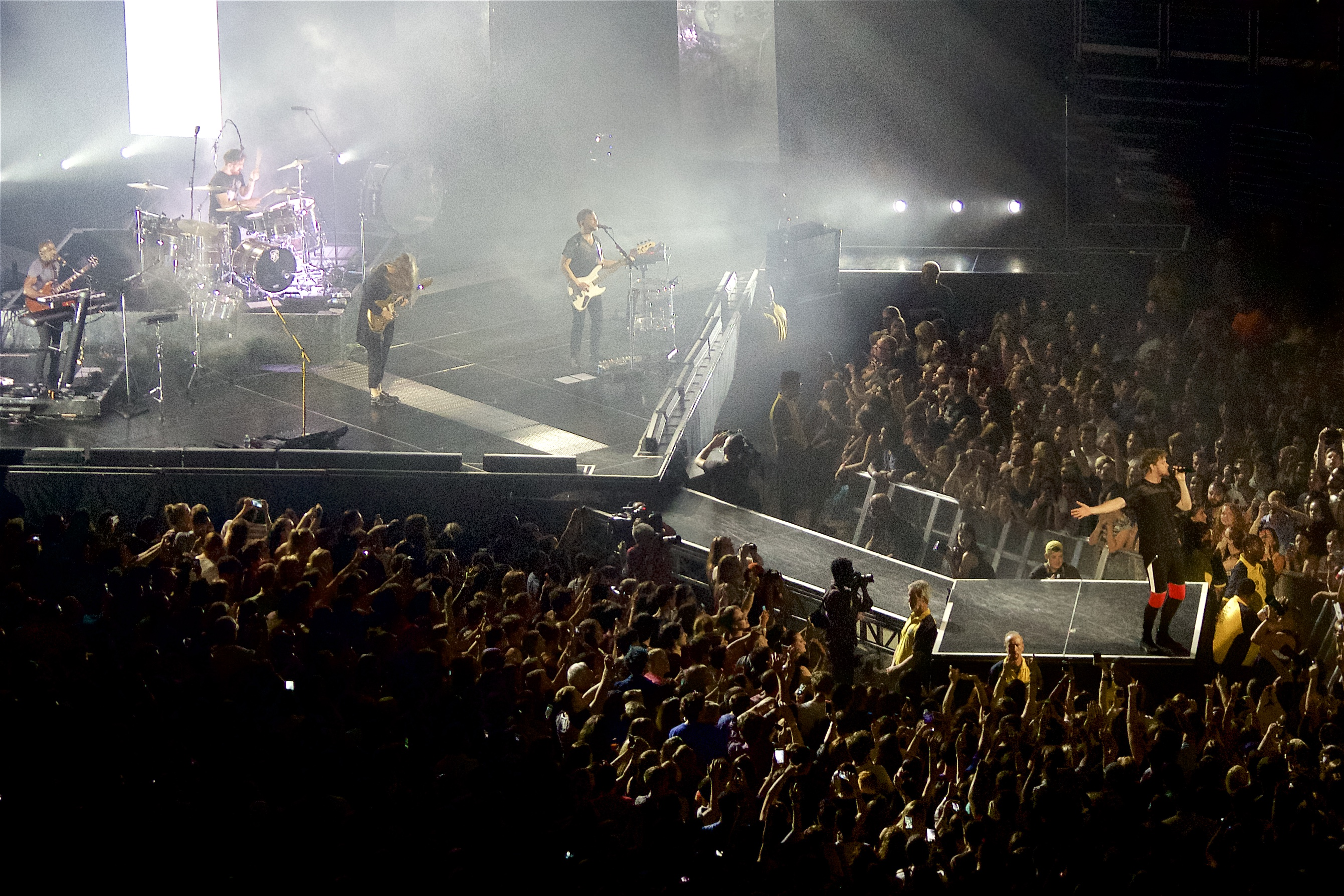
Een concert op de Smoke + Mirrors Tour in 2015.

Smoke + Mirrors is het tweede studioalbum van de Amerikaanse band Imagine Dragons. Het album verscheen op 17 februari 2015.

## Achtergrond
In 2012 bracht Imagine Dragons haar debuutalbum Night Visions uit. Het album, waaraan Alexander Grant en Brandon Darner meewerkten, zorgde voor een internationaal succes voor de band en haalde hitlijsten in veertien verschillende landen. Van 2012 en 2024 ging de band op 'Night Visions Tour' waarin het op 170 dagen optrad.
Voor het tweede album had Imagine Dragons als idee achter Smoke + Mirrors om als goede voornemen te stellen om muziek te maken en deze uit te brengen zodra de band er blij mee was. Dan Reynolds vertelde in een interview met MTV dat de band in 2014 een album zou uitbrengen 'waar ze heel gelukkig mee zijn'. Verder zij Reynolds dat de band zichzelf als perfectionistisch zien die hard voor zichzelf zijn, niks willen afraffelen omdat ze weten hoe ze zijn. Ze willen niets uitbrengen voordat ze zich er heel goed over voelen en ze zien wel hoe lang het duurt. Het album moest 'meer rockgeoriënteerd' en 'totaal anders' zijn dan voorganger Night Visions.
De single I Bet My Life werd uitgebracht op 27 oktober 2014 en live ten horen gebracht tijdens de American Music Awards in 2014 en The Ellen DeGeneres Show in 2015. De tweede single, Gold volgde in december 2014. De derde single, Shots werd uitgevoerd tijdens de Grammy Awards in 2015.
Het album is geproduceerd door Interscope Records.

## Tracklist
| Nr. | Titel                | Opmerking | Duur |
| --- | -------------------- | --------- | ---- |
| 1.  | Shots                |           | 3:52 |
| 2.  | Gold                 |           | 3:37 |
| 3.  | Smoke + Mirrors      |           | 4:21 |
| 4.  | I'm So Sorry         |           | 3:50 |
| 5.  | I Bet My Life        |           | 3:14 |
| 6.  | Polaroid             |           | 3:51 |
| 7.  | Friction             |           | 3:21 |
| 8.  | It Comes Back To You |           | 3:37 |
| 9.  | Dream                |           | 4:18 |
| 10. | Trouble              |           | 3:12 |
| 11. | Summer               |           | 3:38 |
| 12. | Hopeless Opus        |           | 4:01 |
| 13. | The Fall             |           | 6:05 |

Naast de reguliere editie met 13 tracks verscheen ook een speciale deluxe editie met 5 bonustracks.

| Nr. | Titel          | Opmerking | Duur |
| --- | -------------- | --------- | ---- |
| 14. | Thief          |           | 3:47 |
| 15. | The Unknown    |           | 3:24 |
| 16. | Second Chances |           | 3:37 |
| 17. | Release        |           | 2:28 |
| 18. | Second Chances |           | 2:28 |

## Ontvangst
Smoke + Mirrors wist in de Amerikaanse en Amerikaanse hitlijsten meteen de eerste plaats te behalen. Het was voor de band de eerste keer dat een album in beide landen nummer één positie wist te behalen. In landen als Australië, Frankrijk, Nieuw-Zeeland en Spanje wist het album de top 10 van de hitlijsten te behalen. In Nederland behaalde het album de zesde plaats in de Album Top 100. Het album stond echter wel in elk land aanzienlijk korter in de hitlijsten dan voorganger Night Visions.
Het album werd genomineerd voor een People's Choice Award in de categorie Favoriete album.